# ヒュンダイ・サンタクルーズ
サンタクルーズ(Santa Cruz) は、アメリカ合衆国のヒョンデ自動車が製造・販売コンパクトピックアップトラックである。アメリカ合衆国とカナダでのみが販売されている。
サンタクルーズはヒュンダイ・ツーソン (4代目)のプラットフォームを共有する

## 歴史
2021年発表、"スーポツ・アドベンチャー・ビヒクル"  としてマーケティングされる。プラットフォームはヒュンダイ・ツーソンを共有する。

## 販売
| 年     | アメリカ合衆国 | カナダ  |
| ------ | -------------- | ------- |
| 2021年 | 1万0,042台     | 930台   |
| 2022年 | 3万6,480台     | 3,682台 |
| 2023年 | 3万6,675台     | 3,544台 |
| 2024年 | 3万2,033台     | 2,574台 |